# Alien Soldier
Alien Soldier (エイリアンソルジャー) é um jogo eletrônico desenvolvido pela Treasure para o Sega Mega Drive. A história segue o personagem chamado Epsilon-Eagle, que após quase ter sido morto, torna-se determinado a se vingar e a salvar o seu planeta. O personagem possui uma variedade de armas e movimentos que o jogador deve utilizar para completar o jogo. Vários pontos de jogabilidade foram baseados do jogo anterior da Treasure, Gunstar Heroes (1993), também lançado para Mega Drive, contudo, Alien Soldier deu mais ênfase para lutas difíceis contra chefes com fases curtas e fáceis entre elas.
O jogo foi lançado no Japão e na Europa, mas pode ser bastante caro devido a sua raridade, em qualquer região. O jogo foi jogável na América sobre o canal a cabo Sega Channel que tem sido reeditados para PlayStation 2, além da disponibilidade do jogo retirado em Roms para PCs, pela internet. O seu primeiro re-lançamento foi no Japão em 2006 para PlayStation 2, como parte do Sega Ages 2500: Gunstar Heroes Treasure Box, uma compilação de jogos que incluíu Gunstar Heroes e Dynamite Headdy, que removeu o display limite, o que dá um bom ritmo de jogo, sem qualquer lentidão em grandes brigas com explosões. Mais tarde, o jogo foi lançado novamente através do Virtual Console do Wii em 2007, como também para Microsoft Windows através da Steam em 2011.